# Serans, Orne
Serans är en kommun i departementet Orne i regionen Normandie i nordvästra Frankrike. Kommunen ligger i kantonen Écouché som tillhör arrondissementet Argentan. År 2018 hade Serans 199 invånare.

## Befolkningsutveckling
Antalet invånare i kommunen Serans
| Referens: INSEE |